# Occupation austro-hongroise de la Serbie
La conquête du royaume de Serbie achevée à l'automne 1915, les responsables de la double monarchie mettent en place les modalités de l'occupation des territoires serbes occupés par l'armée austro-hongroise. Dans l'attente de statuer définitivement sur le sort du royaume de Serbie, les territoires qui le composent sont partagés entre Bulgares et Austro-Hongrois. Dans les territoires dévolus à l'Autriche-Hongrie, la politique menée vise à réduire durablement la Serbie, afin qu'elle ne constitue plus un danger pour la cohésion de la double monarchie. Une administration militaire est mise en place à partir du début de l'année 1916.

## Contexte

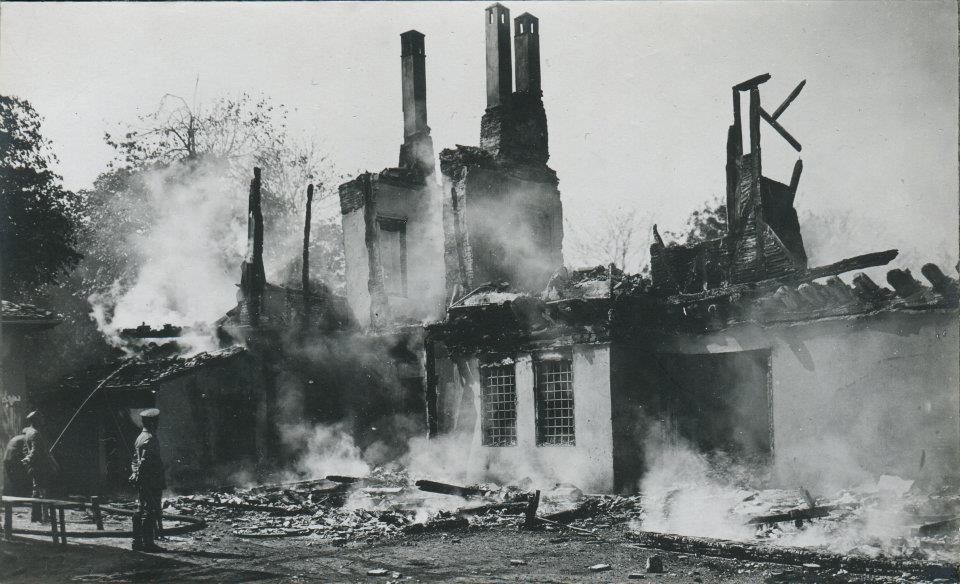
Bombardement de Belgrade lors de la prise de la ville, 1914-1915.

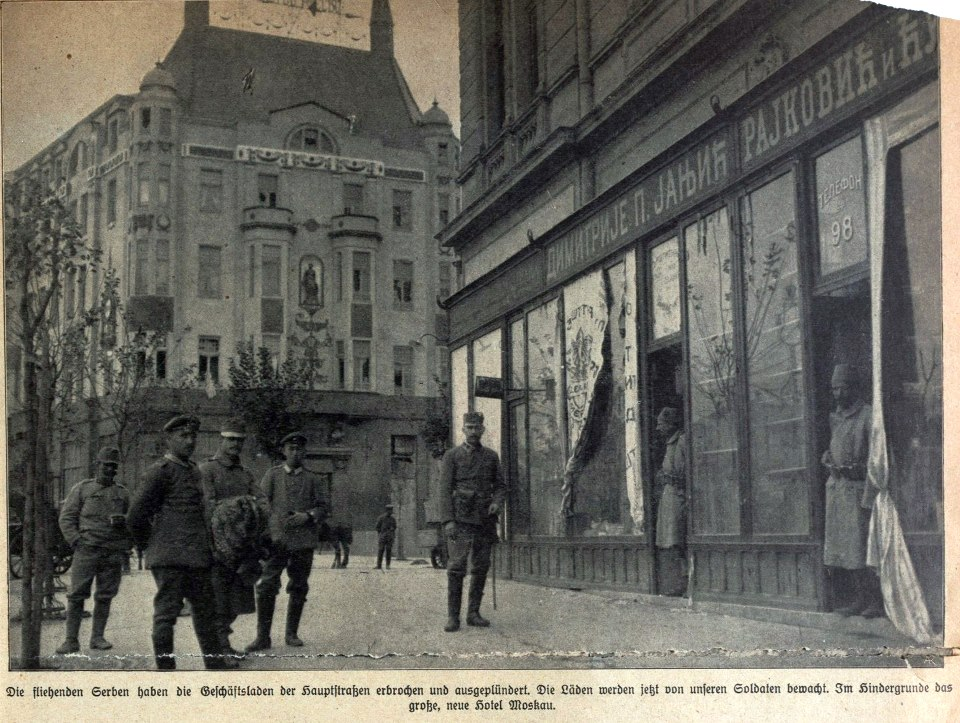
Soldats austro-hongrois visitant les boutiques abandonnées après la prise de la ville, place Terazije, Belgrade, 1915.

### La conquête de la Serbie

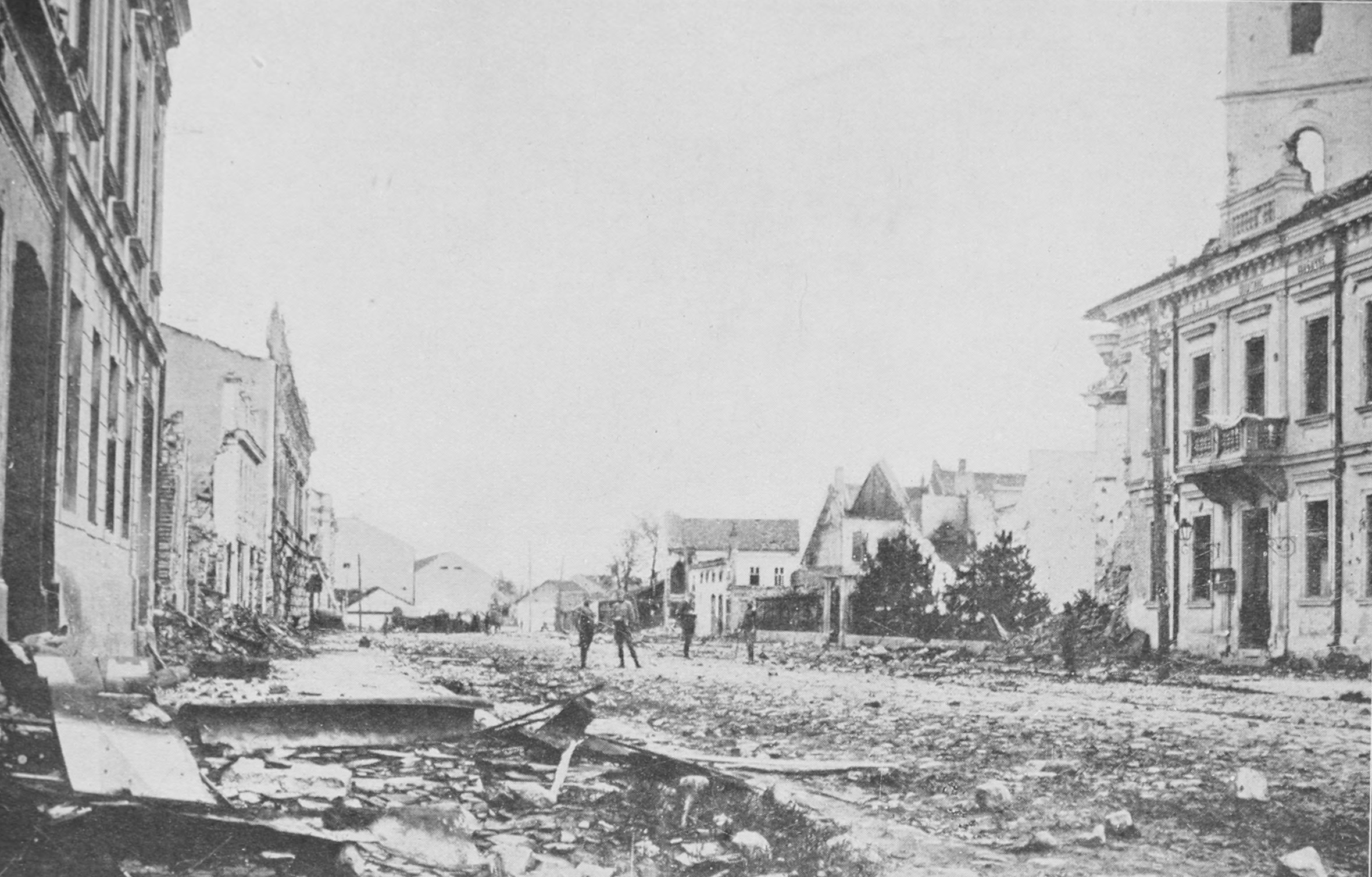
Šabac, où une partie de la population a été massacrée par les Austro-Hongrois le 17 août 1914.

Dès le début de la guerre, les troupes austro-hongroises ont commis des atrocités comme le massacre de Šabac, le 17 août 1914.
À l'issue de la campagne de 1915, le royaume serbe est totalement occupé par les armées des puissances centrales.
En effet, à l'issue d'opérations menées depuis le nord par les forces allemandes et austro-hongroises et depuis l'est par les forces bulgares, l'armée serbe est écrasée par des moyens militaires largement supérieurs.

### Le partage des dépouilles
L'Allemagne ne souhaitant pas maintenir de grandes unités dans les Balkans, ceux-ci sont partagés entre les Austro-hongrois et les Bulgares.
Ainsi, conformément aux accords du 6 septembre 1915, la Morava borne le territoire serbe placé sous administration austro-hongroise à l'Ouest et celui placé sous administration bulgare à l'Est. La Bulgarie revendique les régions de Pirot et la Macédoine serbe, tandis que l'Autriche-Hongrie, devant l'hostilité des Hongrois Istvan Tisza et Stephan Burian à toute annexion de nouveaux territoires peuplés de Slaves, ne se prononce pas sur le sort définitif des territoires qu'elle contrôle.

### Buts de guerre de la Triplice en Serbie
Dès 1914, l'Autriche-Hongrie souhaite contrôler étroitement les populations serbes, soit en les annexant, soit en s'assurant une forte tutelle politique et économique sur la Serbie et le Monténégro. En 1915, la conquête de la Serbie modifie les objectifs austro-hongrois dans la région : le conseil de la couronne austro-hongroise du 7 janvier 1916 formule ainsi les objectifs de la double monarchie en Serbie et au Monténégro.
L'Autriche-Hongrie en annexe une petite partie, privant non seulement le Monténégro de tout accès la mer, mais aussi la Serbie d'une frontière sur le Danube. De plus, les responsables politiques de la double monarchie aspirent à la mise en place d'une nouvelle dynastie en Serbie. Au printemps 1917, à Kreuznach, la double monarchie propose la constitution d'une Serbie nominalement indépendante, mais en réalité totalement inféodée à la double monarchie.
Les accords entre la Bulgarie et les puissances centrales, si elles permettent de défaire rapidement la Serbie, stipulent également de larges annexions bulgares en Macédoine, serbe et grecque. Cependant, si les traités mentionnent l'annexion de la Macédoine au royaume de Bulgarie, jusqu'à la ligne de la Morava, la rivalité austro-bulgare autour de la délimitation des zones d'occupation en Serbie oblige l'Allemagne à intervenir et, en avril 1916, à se faire le parrain d'un accord de partage de la Serbie entre la double monarchie et la Bulgarie. De plus, en 1918, lors des négociations devant aboutir à la dévolution définitive de la Serbie, les responsables allemands imposent l'intégration de la Serbie à l'ensemble économique imposé par le Reich à la monarchie danubienne, rendue exsangue par quatre années de conflit.
Au cours du conflit, il apparaît rapidement que les responsables politiques et militaires allemands se montrent intéressés par le contrôle à distance de la Serbie. Ainsi, le gouvernement allemand se montre partisan de la création d'un État regroupant la Serbie et le Monténégro. Ainsi, plus lointain, mais tout aussi présent, l'Empire allemand aspire à exercer une tutelle économique et politique sur la Serbie redécoupée. Ainsi, dès la fin de l'année 1915, l'Allemagne affirme ses prétentions sur le contrôle des voies de communication et des richesse minières serbes ; cependant, face à ces prétentions, les Austro-Hongrois et les Bulgares s'opposent à un contrôle allemand total de la région. Les accords signés en 1916 n'en garantissent pas moins la mainmise allemande sur les richesse minières serbes.

## Contrôle politique et économique

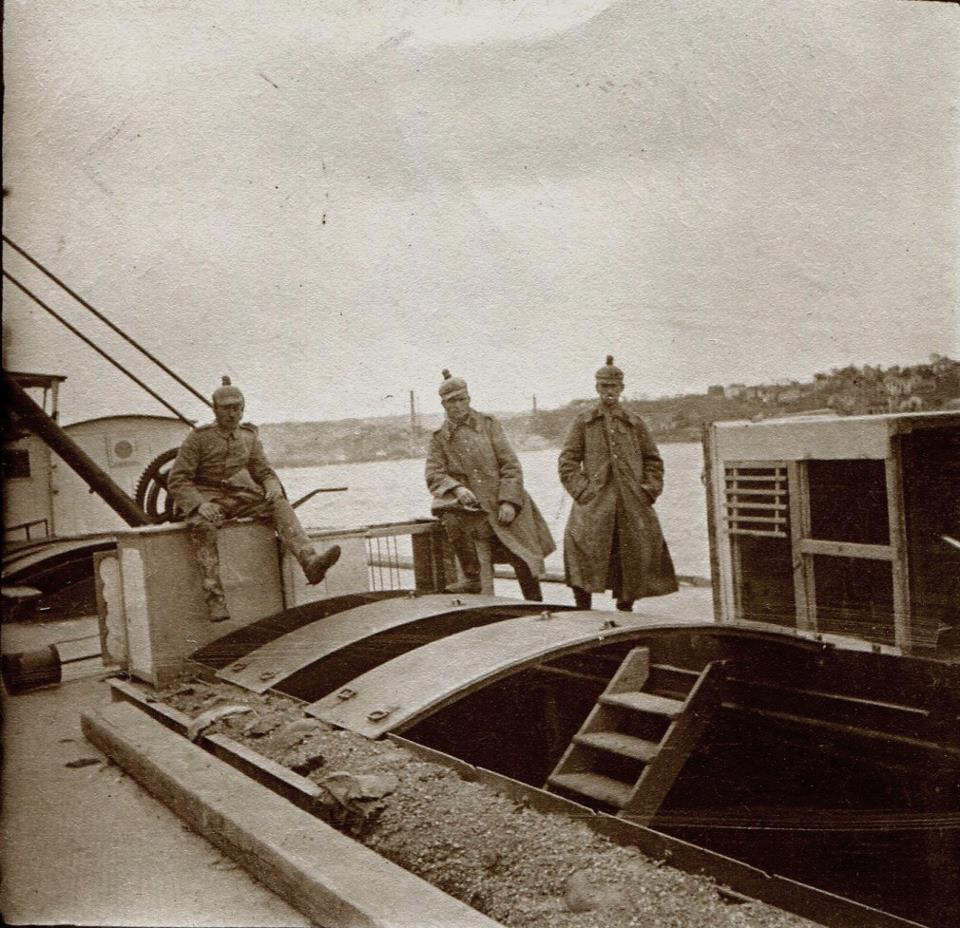
Péniche et policiers d'occupation sur le Danube à Belgrade, v.1914-1915.

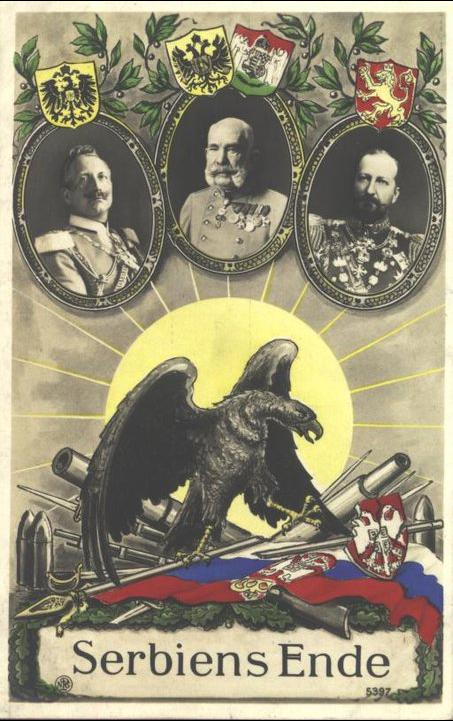
« La fin de la Serbie » : affiche de propagande des Empires centraux, 1915.

Pour gérer les territoires qui leur sont dévolus, les responsables austro-hongrois, divisés sur le sort des territoires serbes dévolus à la double monarchie, mettent en place une administration militaire, le Militärgeneralgouvernement Serbien. Dans le même temps, les richesses minières et les voies de communication sont mises au service des puissances centrales.

### Mise en place de l'administration
L'Autriche-Hongrie prend officiellement le contrôle des régions serbes qui lui sont dévolues le 1er janvier 1916. Elle entretient une force d'occupation de 50 000 hommes. Le 7 janvier 1916, l'administration en est placée sous la direction d'un gouverneur général, le major général Johannes Salis von Seewischen. Le territoire du gouvernement général de Serbie est redécoupé en Kreise selon le modèle austro-hongrois.
La Serbie austro-hongroise est ainsi divisée en 12, puis 13 Kreise, eux-mêmes divisés en 57, puis 64 Bezirke,,. À ce maillage territorial s'ajoute le maillage des services de renseignement de la double monarchie : dès 1916, ces services mettent en place un filet sur l'ensemble du territoire du gouvernement général de Serbie de nature à exercer un contrôle strict de la population. La langue officielle de l'administration est l'allemand.durant le mois de juillet 1916, après une visite en Serbie occupée, le premier ministre hongrois, István Tisza juge l'administration « trop serbophile et économiquement incompétente ». Il obtient le remplacement de Salis von Seewischen par un militaire jugé plus énergique, le General der Infanterie Adolf von Rhemen zu Barensfeld (de). L'administration établit alors un recensement de la population et un cadastre pour faciliter la collecte des impôts.

### Vassalisation économique
Ayant conquis la Serbie, les responsables des puissances centrales ne se contentent pas d'une simple tutelle politique. En effet, les responsables allemands utilisent au mieux la prépondérance du Reich au sein de la quadruplice pour contrôler étroitement l'économie et le territoire serbe serbe, stratégique dans la poursuite de la guerre.
En effet, dès le de début de l'année 1916, les ingénieurs allemands s'activent pour remettre en état les lignes de chemin de fer, sabotées par les Austro-Hongrois en 1914 puis par les Serbes dans leur retraite, reliant directement l'Allemagne à la Bulgarie et à l'Empire ottoman.

### Dénationalisation
L'armée commune, responsable de l'administration, mène sur le territoire du gouvernement général de Serbie la politique de dépolitisation et de dénationalisation du peuple serbe. Cette politique reprend les ordres précis édictés depuis Vienne afin de soumettre définitivement et totalement la Serbie à la double monarchie.
Toute activité politique ou associative, même culturelle, est interdite aux citoyens serbes. L'alphabet cyrillique est interdit. L'université de Belgrade, le Musée national de Serbie et la Bibliothèque nationale de Serbie sont fermés.
La presse, florissante dans la décennie précédente, est limitée à la publication d'un seul titre, les Belgrader Nachrichten, rédigé en allemand.
Dans l'enseignement, les manuels scolaires de la période antérieure, mettant en avant l'histoire de la Serbie, sont interdits. De nouveaux manuels les remplacent, utilisant l'alphabet latin, mettant l'accent sur l'acquisition de savoirs de base (lecture, écriture, arithmétique) et de valeurs garantissant la paix politique et sociale.

## Les Serbes sous le joug
La politique austro-hongroise vise à faire de chaque civil serbe une victime possible des autorités d'occupation austro-hongroises.

### Une population exsangue
La population serbe habitant à l'intérieur des territoires contrôlés par les militaires austro-hongrois apparaît comme fortement affaiblie par les épreuves du conflit. Entre les pertes dues à la guerre et aux épidémies, et l'exode de l'armée serbe et d'une partie de la population civile vers Corfou, la population tombe de 1,8 million d'habitants avant la guerre à 1,4 million d'habitants en 1916 : le recensement mené par l'autorité d'occupation austro-hongroise estime le déficit à 360 000 personnes. La ville de Belgrade, par exemple, a perdu 85 % de sa population d'avant guerre. Faute d'hommes, c'est le travail des femmes qui permet d'assurer la production agricole, de nourrir le pays et l'armée d'occupation, et même d'assurer des livraisons de céréales à la métropole austro-hongroise.
De plus, la politique menée vise clairement à terroriser la population, à obtenir son obéissance, afin de passer à la seconde étape programme que les autorités militaires austro-hongroises se sont assignées en Serbie : l'éradication de l'identité serbe.

### Les cadres serbes
Pour les autorités d'occupation, il s'agit également de massivement priver le peuple de ses cadres, enseignants, fonctionnaires, intellectuels. Ces personnes sont donc internées, exclues de la fonction publique, interdites d'enseignement.
L'enseignement est sévèrement contrôlé, les enseignants serbes étant évincés et remplacés par des militaires ou des civils originaires de la double monarchie, de préférence des Croates, à même de se faire comprendre par leurs élèves.

### Déportation
Durant l'occupation, entre 150 000 et 200 000 Serbes, y compris des femmes et des enfants, ont été déportés dans des camps d'internement et de concentration en Autriche-Hongrie, notamment Mauthausen en Autriche, Doboj en Bosnie, Nagymegyer, Arad et Kecskemét en Hongrie, ce qui représente 10 % de la population serbe. En avril 1917, le Saint-Siège est intervenu contre l'internement des femmes et des enfants âgés entre 10 et 15 ans.
Le camp de Neusiedl (Nežider) était prévu pour 15 000 internés. Il en a accueilli 17 000, surtout des Serbes, mais aussi des Monténégrins et d'autres Slaves. On y trouvait des enfants dès l'âge de neuf ans. 4 800 internés y sont morts des mauvaises conditions de logement et d'hygiène.

### Les minorités musulmanes
Les musulmans serbes font bon accueil à l'occupant austro-hongrois et se montrent prêts à coopérer. Des notables musulmans du Sandjak de Novipazar s'offrent à lever une milice ; les Albanais musulmans du sud de la Serbie (Kosovo) sont également favorables aux Empires centraux, d'autant plus que le sultan ottoman Mehmed V, calife de l'islam, a proclamé le djihad contre l'Entente. Au total, 8 000 volontaires musulmans s'enrôlent dans les milices dans les territoires serbes sous administration austro-hongroise, plus 2 000 autres en Monténégro, mais le commandement militaire austro-hongrois arrête leur recrutement et exclut leur emploi hors des territoires occupés.

### Résistance

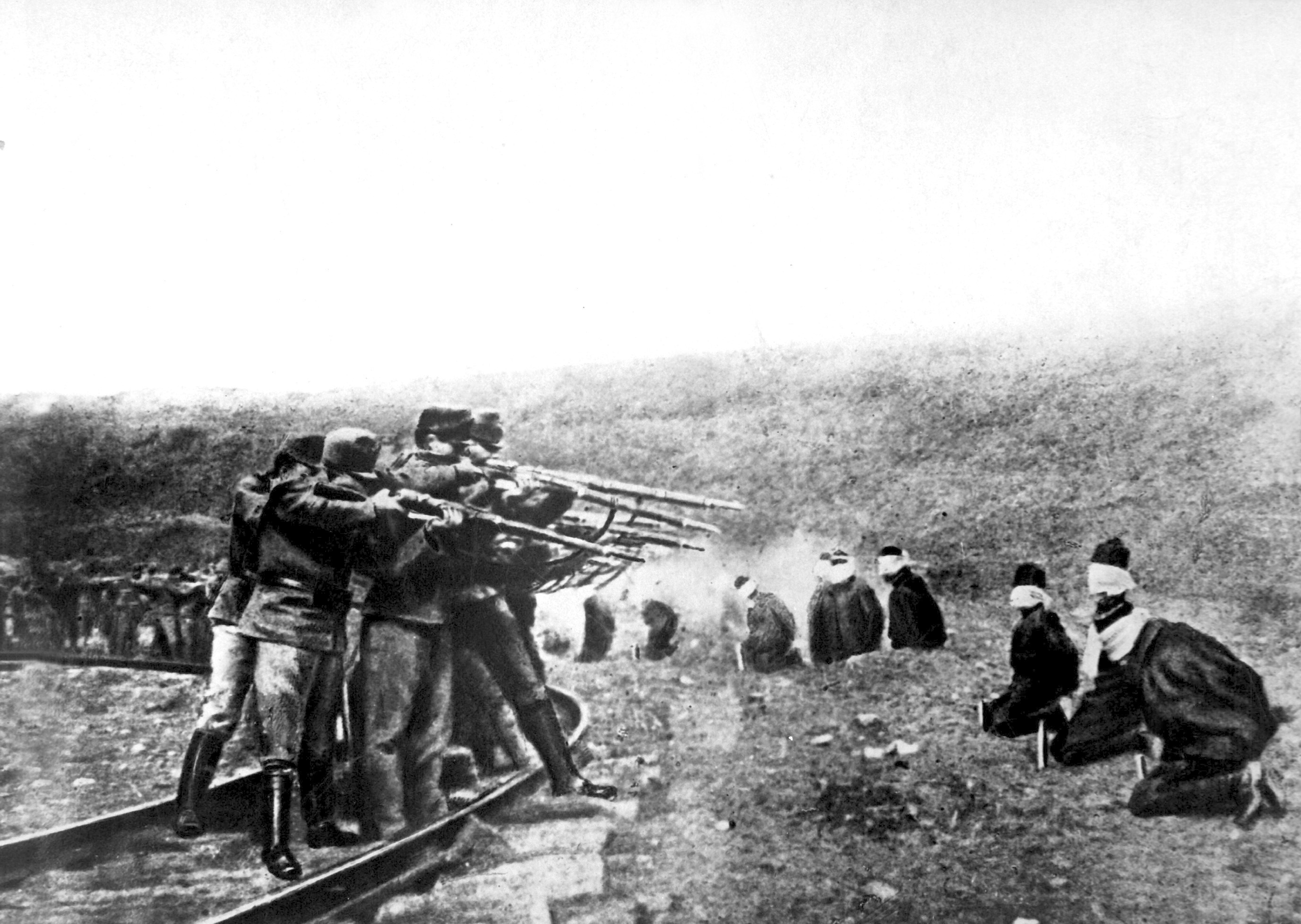
Soldats austro-hongrois exécutant des résistants serbes, 1917.

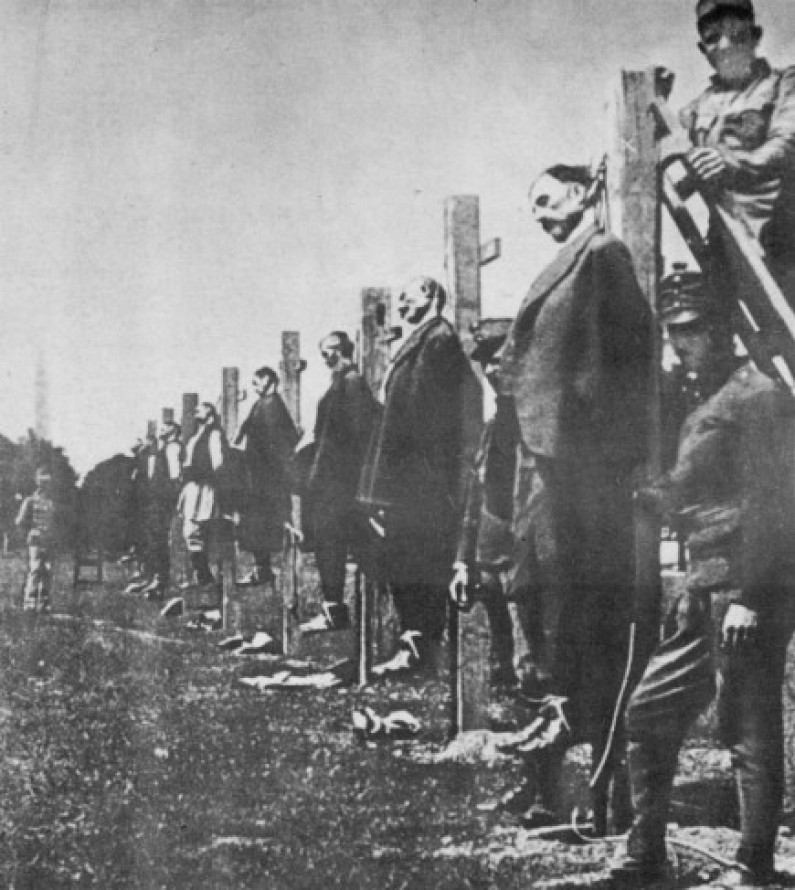
Autre exécution par pendaison de résistants serbes, vers 1916.

Rapidement, des mouvements de résistance, plus ou moins sporadiques s'organisent, dès la fin de la campagne de 1915.
Peu nombreuse dans un premier temps, la résistance parvient au début du mois de Mars 1917 à bousculer les unités bulgares, puis austro-hongroises, contre l'avis d'officiers de liaison envoyés sur place depuis Salonique ; en effet, les 13 000 partisans parviennent à conquérir quelques localités, mais, face à l'ampleur du phénomène, de vastes unités austro-hongroises et bulgares sont déployées, puis matent le soulèvement le 24 mars.
En dépit des succès des puissances centrales, des opérations de guérilla sporadiques continuent, aussi bien en Serbie qu'au Monténégro, empêchant la pacification complète et la « sécurisation » de la Serbie.
Vaincue en 1917, la résistance serbe joue un rôle important en 1918, lors de l'offensive alliée qui se développe à partir de la fin du mois de septembre. En effet, devant faire face aux troupes alliées, les unités austro-hongroises et allemandes sont rapidement gênées par de multiples insurrections en Serbie, dont le nombre va croissant au fil des jours et que la répression échoue à endiguer.

## Libération
À partir de l'effondrement du front bulgare, dans la dernière semaine de septembre 1918, le territoire serbe est le théâtre d'une guerre de mouvement menée par des unités franco-serbes très mobiles (armée de Louis Franchet d'Espèrey).

### Évacuation du territoire
La défection bulgare remet en cause les clauses du partage de la Serbie, établies en 1915 entre la Bulgarie et la double monarchie, les unités bulgares évacuant les territoires qu'elles occupaient (à l'est de la Morava) ainsi que ceux que la Bulgarie avait revendiqués et annexés (Pirot et Macédoine serbe).
Le généralissime austro-hongrois Arthur Arz von Straußenburg, ordonne la mise en place d'une forte armée dans la région de Niš que les Bulgares avaient abandonnée. Straußenburg s'appuie sur l'idée qu'un front raccourci, de Scutari à la frontière bulgare, en passant par Niš, sera plus propice à la défense, mais la rapidité de l'avance alliée compromet les chances de réussite de ce plan. Au début du mois d'octobre, la ville de Niš est le théâtre d'une bataille, qui se solde par un succès allié.
Niš est ainsi libérée le 11 octobre 1918, puis le centre du pays dans les jours qui suivent, tandis que l'administration mise en place par les autorités d'occupation de la double monarchie reflue en désordre : à partir du 25 octobre, les Austro-Hongrois commencent à évacuer Belgrade, libérée le 1er novembre, à la suite d'un audacieux raid mené par des unités françaises et serbes,. Durant le mois précédent, alors que les ordres d'évacuation se succèdent les uns aux autres, Hermann Kövess, depuis quelques semaines, chargé du front de Serbie, tente d'établir une seconde ligne de défense le long de la frontière entre la Serbie et la double monarchie, sans plus de succès.

### Issue
Cette libération, fruit du succès allié, est sanctionnée juridiquement par le texte de l'armistice signé entre la double monarchie et les Alliés : parmi les dispositions acceptées par la double monarchie alors en pleine déconfiture, figure l'évacuation des territoires encore occupés dans les Balkans.

## Traductions, notes et références

### Traductions
1. ↑  Gouvernement militaire général de Serbie.
2. ↑  Cercle.
3. ↑  arrondissement.
4. ↑  Les Nouvelles de Belgrade.